# Економіка Оману
Оман — аграрна країна з розвиненою нафтогазовидобувною промисловістю. Основні галузі промисловості: нафтогазовидобувна, цементна, гірнича. На частку нафтогазовидобувної промисловості припадає бл. 64 % ВВП країни. Перевезення здійснюються автотранспортом і мор. судами, зв'язок з внутр. р-нами — караванами. Два міжнародних летовища (Маската і Салала). Основні порти: Міна-Кабус, Райсут, Міна-ель-Фахаль, Маскат, Матрах.

## Історія економіки
До «нафтового буму» 1967 Оман був аграрною країною, в якій переважало натуральне сільське господарство. Основний землеробський район — рівнина Батіна. Головна товарна культура — фініки, що йдуть як на внутрішній ринок, так і на експорт. Вирощують також люцерну, лайм, банани і овочі. Повсюдно розводять верблюдів і кіз, Дофар спеціалізується на великій рогатій худобі. Практикується рибальство. У сільському господарстві і рибальстві зайнята приблизно половина економічно активного населення.
З 1965 по 1996 ВВП стабільно збільшувався в середньому на 6,1 % в рік, в 2000 його зростання становило 4,6 %. У структурі ВВП 57 % складає сфера послуг, 40 % — промисловість, 3 % — сільське господарство. 80 % державних прибутків і ВНП і 90 % вартості експорту припадає на нафту. Чисельність економічно активного населення бл. 850 тис. чоловік. Бюджетні надходження в 1999 оцінювалися в 4,7 млрд дол., державні витрати становили 5,9 млрд дол.
Економічне становище Омана істотно поліпшилося у 2000 в зв'язку з сприятливою обстановкою на світовому нафтовому ринку. Сучасна урядова політика направлена на розширення приватного сектора і вдосконалення торгового законодавства з метою залучення іноземних інвестицій. Продовжується лібералізація ринку. У листопаді 2000 Оман став членом Всесвітньої торгової організації. ВВП в 2000 становив 19,6 млрд дол., або 7700 дол. в перерахунку на душу населення (за цим показником входить у першу десятку країн).
За даними [Index of Economic Freedom, The Heritage Foundation, U.S.A. 2001]: ВВП — $ 15 млрд. Темп зростання ВВП — 2,9 %. ВВП на душу населення — $6537. Імпорт (1997) (техніка, транспортні засоби, паливно-мастильні матеріали, товари широкого вжитку, рис і інше продовольство, худоба) — $ 5,8 млрд. (г.ч. ОАЕ — 25,0 %; Японія — 15,0 %; Велика Британія — 7,4 %; США — 7,0 %; Італія — 5,9 %). Експорт (1997) (нафта, метал, текстиль, морожена риба, тропічні фрукти і овочі, реекспорт різних товарів) — $ 7,7 млрд. (г.ч. Таїланд — 27,0 %; Японія — 27 %; Півд. Корея — 20,0 %; Китай — 13,0 %; Філіппіни — 5,8 %).

## Обмінний курс
| Рік  | ВВП    | Курс оманського реалу до долару США | Індекс інфляції (2000=100) |
| ---- | ------ | ----------------------------------- | -------------------------- |
| 1980 | 2,190  | 0.34 реалів                         | 80                         |
| 1985 | 3,591  | 0.34 реалів                         | 76                         |
| 1990 | 4,493  | 0.38 реалів                         | 95                         |
| 1995 | 5,307  | 0.38 реалів                         | 100                        |
| 2000 | 7,639  | 0.38 реалів                         | 100                        |
| 2005 | 11,660 | 0.38 реалів                         | 101                        |

## Промисловість
В Омані розвиваються будівництво, цементна промисловість і металургія, зокрема виробництво міді і чорна металургія (див. Чорна металургія Оману).

## Електроенергетика
У 2015 році було вироблено 30,79 млн кВт·год електроенергії, виключно за рахунок спалення викопного палива.